# Хартман, Эллен
Э́ллен Ха́ртманн (швед. Helena Elisabeth Florentina Hedlund, 31 июня 1860 — 4 января 1945) — шведская театральная актриса.

## Биография
Эллен Хартман училась в Dramatens elevskola в Стокгольме в 1878—1880 гг., одной из её преподавательниц была Берта Таммелин. После обучения Эллен работала в Королевском драматическом театре в 1880—1890-х гг., с 1886 года была примой. Считалась одной из звёзд шведского театра того времени. В 1886 году король Оскар II наградил её золотой медалью Литературы и искусств.
В мае 1891 года Эллен стала причиной скандала, когда в разгар театрального сезона неожиданно бросила Королевский театр и свою труппу  сбежала во Францию вместе с Густавом Рейнхольдом фон Розеном. Она жила в Париже и выступала во французском театре в 1891—1893 гг. Вместе с Кокленом-старшим посетила Россию и Скандинавию. В 1893—1894 гг. выступала в парижском Театре водевиля.
В 1894 году Эллен Хартман вернулась в Швецию, её снова приняли в Королевский драматический театр, в котором она выступала до 1898 года.
В 1924 году в единственный раз снялась в кинофильме «Сага о Йёсте Берлинге» с Гретой Гарбо и Ларсом Хансоном.

## Личная жизнь
В 1881—1891 гг. Эллен Хартман была замужем за актером Виктором Хартманом (1839—1898 гг.). Во второй раз вышла замуж в 1898 году за Карла Седерстрёма. У неё был сын Густав Херман Хедлунд, отцом которого, как полагают, был фон Розен.
Братом Эллен Хартман был актёр и режиссёр Фредрик Хедлунд